# China antică

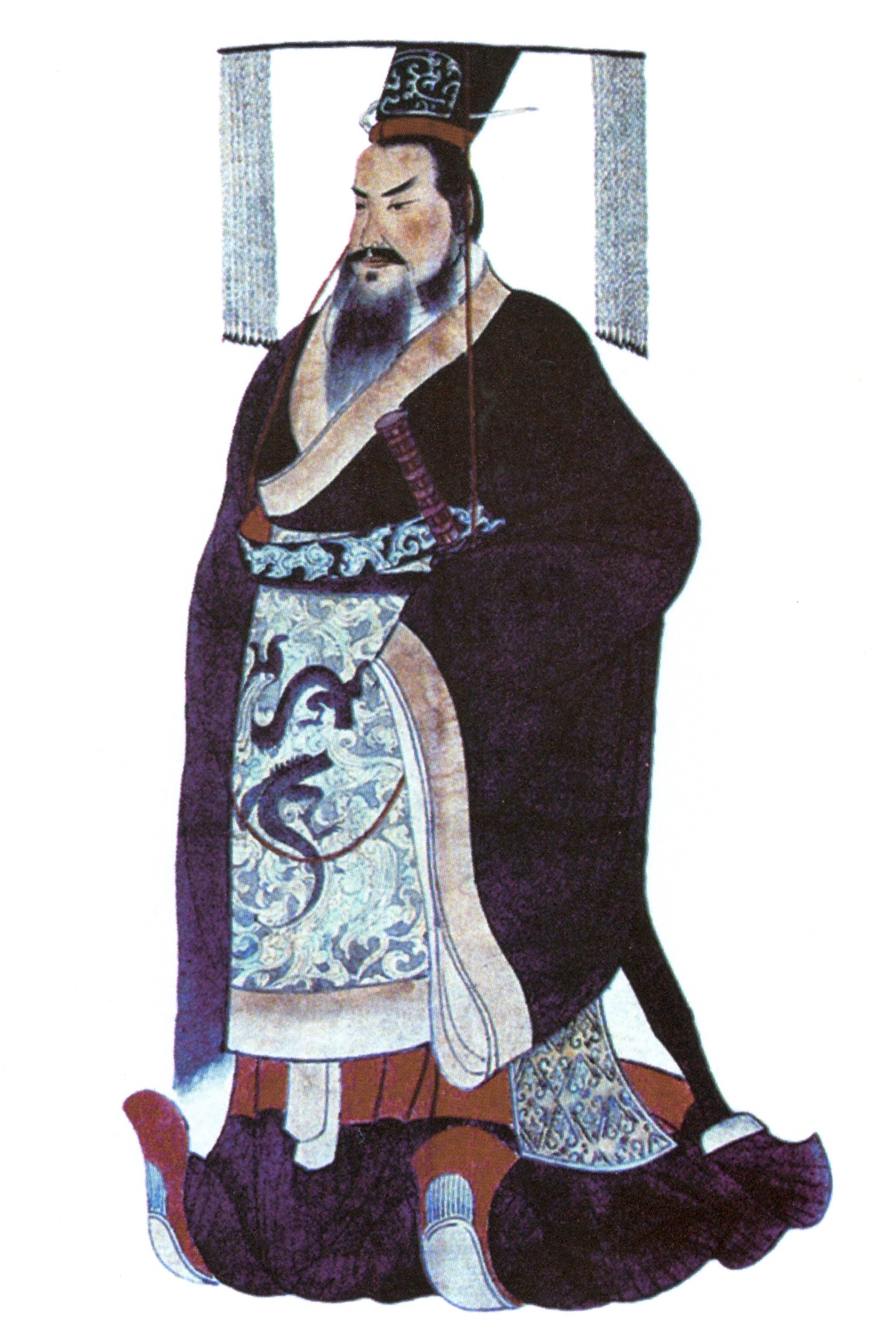
Primul împărat al Chinei

Civilizația chineză a apărut în mileniul al III-lea î.Hr. pe văile fluviilor Huanghe și Yangtze. În secolul al III-lea î.Hr., împăratul Qin Shi Huangdi (221-210 î.Hr.) a întemeiat dinastia Qin și a unificat principatele existente într-un singur imperiu. Dinastia Han (206 î.Hr. - 220 d.Hr. ) a deschis comerțul cu Occidentul. Fiind atacat de nomazii din nord (huni), imperiul s-a destrămat, dar s-a refăcut câteva secole mai târziu.

## Invenții
- Hârtia: în jurul anului 100 d.Hr., un bărbat pe nume Cai Lun a întins o foaie din pastă de lemn și cânepă, pe care a pus-o la uscat și a inventat hârtia.
- Busola: vechii chinezi au fost marinari foarte pricepuți. Aceștia au folosit busolele pentru orientarea templelor la început, însă în cele din urmă le-au folosit pentru navigație. Cu sute de ani înaintea europenilor au construit vase cu pânze, manevrate cu ajutorul cârmelor. Aceștia au ajuns în Africa pentru a face comerț.
- Praful de pușcă: se presupune că a fost descoperit în China, fiind denumit „floricele de foc”.

## Construcții

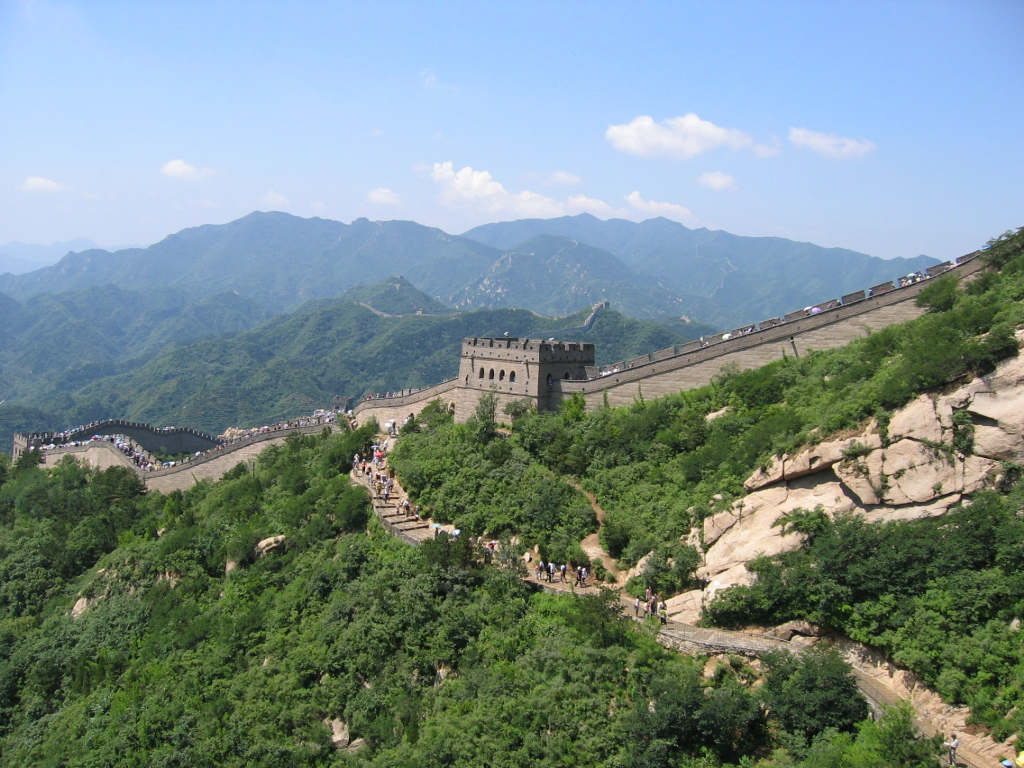
Marele zid chinezesc

Marele zid chinezesc, a fost construit de către împăratul Shi Huangdi. Zidul a fost construit între anii 214 - 204 î.Hr., de mii de țărani săraci. Construcția există și azi, având o lungime totală de 21,196 km si fiind încadrata in lista patrimoniilor mondiale UNESCO.
Se spune că Meng Jiangnv s-a născut într-o localitate sudică și s-a căsătorit cu Wan Xiliang. Nu mai târziu decât în a treia zi după nuntă, bărbatul ei a fost luat și dus în partea nordică a țării pentru construirea zidului. Zilele treceau, dar tânăra soție nu primea nici o veste de la bărbatul său. „Se apropie iarna, cum o să-și petreacă soțul meu zilele geroase fără haine groase?”, se gândea femeia. Astfel, Meng Jiangnv a țesut o pânza de bumbac și a confecționat o haină groasă pentru bărbatul său. A plecat și cu chiu cu vai a ajuns la poalele zidului din nordul țării. A văzut mii și mii de bărbați, îmbrăcați subțire, cărând cărămizi și pietre grele. Mulți cădeau din cauza oboselii și a foamei. Tot căutând și întrebând, în cele din urma Meng Jiangnv a aflat că bărbatul său murise de oboseală și cadavrul său a fost îngropat chiar în zid. Auzind trista veste, a plâns ce a plâns timp de 3 zile și 3 nopți la poalele zidului, când, brusc, cu un sunet asurzitor, o porțiune lungă de 800 de li a zidului s-a dărâmat. Printre dărâmaturile zidului, a găsit rămășițele pământești ale soțului ei. Cu corpul neînsuflețit al bărbatului, Meng Jiangnv a pornit pe drumul său spre casă. Pe drum i s-a făcut sete și foame. A plâns tot drumul și din lacrimile sale s-a format un izvor. Fiind urmărită de soldați, Meng Jiangnv a luat o stâncă a muntelui și a aruncat-o. Stânca a format un paravan, împiedicându-i pe soldați. Pe drum, femeia s-a întâlnit cu un meșter pietrar, pe care l-a rugat să facă o groapă în piatra în care a depus rămășițele pământești ale soțului, pe care a păzit-o până și-a dat duhul. Localnicii au îngropat corpul femeii împreună cu cel al bărbatului său în grota de piatră. Au construit lângă grotă și un templu cu o statuie a femeii, pentru a cinsti memoria acestei perechi, iar templul a căpătat denumirea templul Meng Jiangnv.

## Confucianismul
Confucius s-a născut în China în anul 551 î.Hr.. A fost un mare gânditor, convins că împăratul trebuie să aibă grijă de poporul său ca un părinte. Timp de 2000 de ani, învățăturile lui i-au influențat pe conducătorii Chinei. Acest înțelept a descris armonia naturii cu ajutorul simbolului Yin si Yang. Aceste doua nume reprezintă cele doua non-culori din care este format: negrul si, respectiv albul (China antica era singura tara în care albul nu era considerat  o culoare "malefica"), aflate in combinație.

## Armata de teracotă
Armata din teracotă păzind mormântul împăratului Qin, formată din 7000 de soldați din lut, în mărime naturală. Soldații aveau arcuri și lănci reale, caii și carele fiind în mărime naturală. Se știe si că toți soldații aveau chipuri proprii.
Mormântul împăratului nu a fost încă explorat, dar se crede că se află într-un palat subteran.

## Tradiții și cultură
Dragonul chinezesc si simbolul Yin și Yang, după cum credeau chinezii, reprezentau elementele naturii aflate în armonie.
Chinezii aveau un templu specific numit pagodă.

## China Antică. Istoria tradițională. Cei Cinci Suverani și Cei Trei Auguști
Istoria tradițională a Chinei începe cu epoca celor Cinci Suverani (Wu Ti) care au domnit, se pare, înaintea celor Trei Auguști (San Huang). Primii trei din cei Cinci Suverani, și anume Huang-ti, Ciuan-hiu și Kao-sin sunt citați în lucrările derivate din tradiția confuciană, lucrări cu caracter mai curând filozofic decât istoric. În cartea de istorie (Su king), atribuită lui Confucius, nu sunt menționați decât ultimii doi Suverani, Yao și Suen. Si-ma T'ien, care a scris prima mare complicare de istorie generală (memorii istorice) vorbește, în capitolul întâi, de cei Cinci Suverani, menționându-l pe Huang-ti ca prim Suveran. Într-o tradiție iconografică, probabil din epoca Han, rezultă că cei Trei Auguști ar fi domnit înaintea celor Cinci Suverani. Ei se numeau: Fu-hi, Niu-Kua și Sen-nong. Erudiții chinezi și-au propus să realizeze tabloul unei epoci fericite în care Suveranii și Auguștii, domnind înantea dinastiilor regale, erau dominați de Virtutea lor desăvârșită. Primii eroi din Su-King (cartea de istorie atribuită lui Confucius), Yao și Suen, apar implicați într-o poveste dramatică a Marilor Ape, în care întemeietorul primei dinastii regale, Yu cel Mare, are rolul principal. În alte povestiri din această carte apar unii Auguști (Niu-Kua și Ciu-jong) sau alți eroi. Povestea Apelor Revărsate reprezintă un mit referitor la organizarea lumii, fiind legat, uneori, de rituri agrare cu caracter șamaninst (religie animistă primitivă care considera că slujitorii cultului pot influența spiritele rele sau bune printr-un rit religios): făcând desene pe pământ, apa va țâșni și va curge în albia sa.

## Dinastiile mai importante ale împăraților chinezi
| Numele Dinastiei                                      | Numele Dinastiei | Numele Dinastiei                 | Perioada                                       | Monarh                            |
| ----------------------------------------------------- | ---------------- | -------------------------------- | ---------------------------------------------- | --------------------------------- |
| limba chineză                                         | Pīnyīn           | limba română                     | Perioada                                       | Monarh                            |
| 三皇五帝                                              | sānhuáng wǔdì    | Trei Auguști și Cinci Suverani   | − 2184 i.e.n. ?                                | Lista împăraților                 |
| 夏朝                                                  | xìa cháo         | Dinastia Xìa                     | ca. 2200 − 1800 i.e.n.                         | Lista împăraților                 |
| 商朝                                                  | shāng cháo       | -Dinastia Shāng                  | ca. 16. − 11. Jahrhun t i.e.n.                 | Lista împăraților                 |
| 周朝                                                  | zhōu cháo        | Dinastia Zhou                    | -Dinastia Zhōu de vest: 1122/1045 − 770 i.e.n. | Lista monarhilor                  |
| 周朝                                                  | zhōu cháo        | Dinastia Zhou                    | Dinastia Zhou de est: 770 − 256 i.e.n.         | Lista monarhilor                  |
| 戰國時代                                              | zhànguó shídài   | Perioade de conflicte            | 246 − 221 i.e.n.                               | —                                 |
| 秦朝                                                  | qín cháo         | -Dinastia Qín                    | 246 − 207 i.e.n.                               | Lista împăraților                 |
| 漢朝                                                  | hàn cháo         | -Dinastia Hàn                    | Prima domnie: 206 i.e.n. − 9 e.n.              | Lista împăraților                 |
| 漢朝                                                  | hàn cháo         | -Dinastia Hàn                    | A doua domnie: 23 e.n. − 220 e.n.              | Lista împăraților                 |
| 新朝                                                  | xīn cháo         | -Dinastia Xīn                    | 9 − 23 (Interregnum)                           | Lista împăraților                 |
| 三國                                                  | sān guó          | Cele Trei Regate                 | 220 − 280                                      | împărat Wèi, Shǔ și Wú            |
| 晉朝                                                  | jìn cháo         | -Dinastia Jìn                    | 265 − 420                                      | Lista împăraților                 |
| 十六國                                                | shí liù guó      | Cele 16 regate                   | 304 − 439                                      | Lista împăraților                 |
| 南北朝                                                | nán běi cháo     | Dinastia din sud și nord         | 420 − 581                                      | Lista împăraților                 |
| 隋朝                                                  | suí cháo         | -Dinastia Suí                    | 581 − 618                                      | Lista împăraților                 |
| 唐朝                                                  | táng cháo        | -Dinastia Táng                   | 618 − 907                                      | Lista împăraților                 |
| 五代十國                                              | wŭ dài shí guó   | Cinci dinastii și zece regate    | 907 − 979                                      | Lista monarhilor                  |
| 宋朝                                                  | sòng cháo        | -Dinastia Sòng                   | 960 − 1279                                     | Lista împăraților                 |
| 元朝                                                  | yuán cháo        | -Dinastia Yuán                   | 1271 − 1368                                    | Lista împăraților                 |
| 明朝                                                  | míng cháo        | -Dinastia Míng                   | 1368 − 1644 Perioada celor trei monarhii       | Lista împăraților                 |
| 清朝                                                  | qīng cháo        | -Dinastia Qīng                   | 1644 − 1911                                    | Lista împăraților                 |
| Sfârșitul monarhiei și proclamarea Republicii Chineze |                  |                                  |                                                |                                   |
| (中華帝國)                                            | (zhōnghuá dìguó) | („ perioada scurtä de monarhie“) | 1915 − 1916                                    | Yuán Shìkǎi (ca împărat Hóngxiàn) |